# Aglyptodactylus australis
Espèce
Statut de conservation UICN

 EN B1ab(iii) : En danger
Aglyptodactylus australis est une espèce d'amphibiens de la famille des Mantellidae.

## Répartition
Cette espèce est endémique du parc national d'Andohahela à Madagascar.

## Description
Le spécimen adulte mâle observé lors de la description originale mesure 47,0 mm de longueur standard et les 2 spécimens adultes femelles observés lors de la description originale mesurent entre 82,1 mm et 82,5 mm de longueur standard.

## Étymologie
Le nom spécifique australis vient du latin australis, méridional, en référence à la distribution de cette espèce.

## Publication originale
- Köhler, Glaw, Pabijan & Vences, 2015 : Integrative taxonomic revision of mantellid frogs of the genus Aglyptodactylus (Anura: Mantellidae). Zootaxa, no 4006, p. 401–438.